# Milanowo

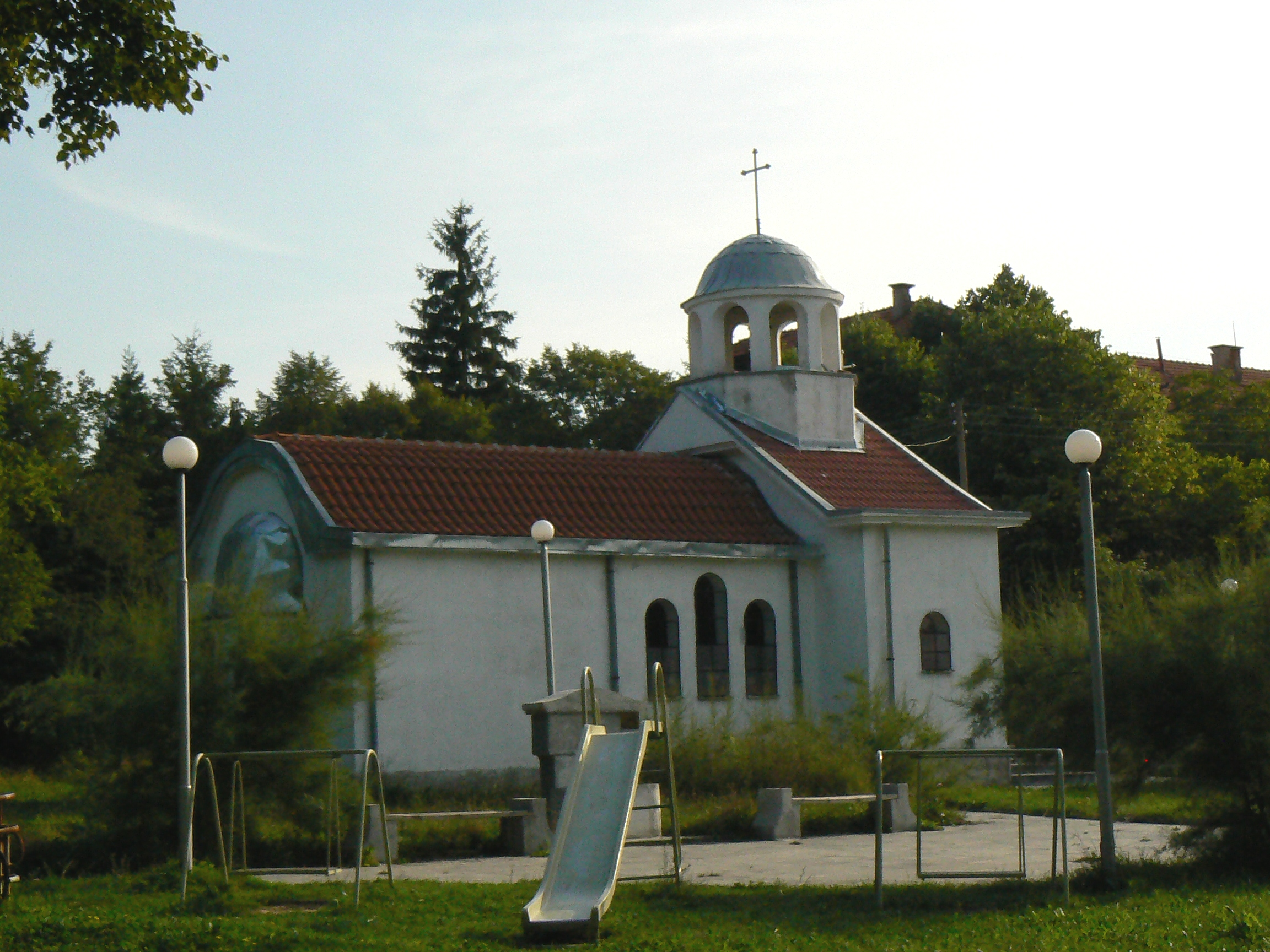
Die Kirche von Milanovo

Milanowo ist ein Dorf in der Gemeinde Swoge, an der nördlichen Grenze der Oblast Sofia (Bulgarien), nördlich der Iskar-Schlucht im Balkan-Gebirge gelegen, 60 km nördlich der Landeshauptstadt Sofia.

## Tourismus
Unter anderem wegen des angrenzenden Klettergebietes der Lakatnik-Felsen (Iskar-Schlucht) bestehen einige private Übernachtungsmöglichkeiten.

## Verkehr
Nächster internationaler Flughafen ist Sofia, nächster Bahnhof Gara Lakatnik.